# Arekadu, Madikeri
Arekadu là một làng thuộc tehsil Madikeri, huyện Kodagu, bang Karnataka, Ấn Độ.